# Arteria carótida externa
En anatomía humana, la arteria carótida externa es una de las principales arterias de la cabeza y el cuello. Se origina en la arteria carótida común, cuando ésta se bifurca en carótida externa e interna. En el niño, es algo más pequeña que la carótida interna, pero, en el adulto, los dos vasos son de aproximadamente el mismo tamaño.
En esta arteria es posible tomar el pulso sanguíneo (conocido en este lugar como pulso carotídeo) presionando ligeramente con los dedos índice y medio en la parte lateral superior del cuello, bajo el ángulo de la mandíbula (gonion).

## Trayecto
Emerge de la bifurcación carotídea (carótida común) en el borde superior del cartílago tiroides, a la altura de la cuarta vértebra cervical (C4). Continúa su trayecto y, tras emitir 6 ramas colaterales, se divide en dos ramas terminales: la arteria temporal superficial y la arteria maxilar.
En el trayecto de la arteria carótida externa se aprecian dos porciones:
- Primera porción, también denominada región carotídea superior, que comienza desde su origen en el borde superior del cartílago tiroides y se extiende hasta el cruce transversal del vientre posterior del músculo digástrico por delante de la arteria.
- Segunda porción, que comienza desde el vientre posterior del músculo digástrico, cruza los músculos estíleos, discurre muy próxima a la faringe y penetra un poco en la glándula parótida, donde se relaciona (está próxima) con la vena yugular interna y el nervio facial. Termina bifurcándose en dos ramas terminales, en el borde posterior del cuello del cóndilo de la mandíbula.

## Ramas

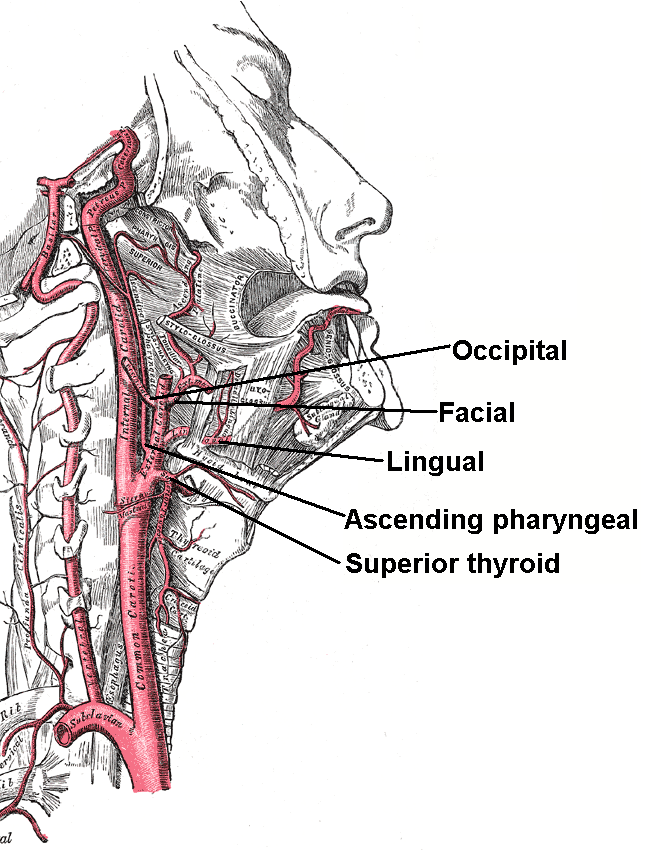
Arterias carótida interna y vertebral. Lado derecho. Algunas de las ramas están señaladas.

Se ramifica en 6 ramas colaterales (arteria tiroidea superior, arteria lingual, arteria facial (ambas forman el tronco linguofacial), arteria occipital, arteria auricular posterior y arteria faríngea ascendente, y 2 terminales (arteria temporal superficial y arteria maxilar).

### Ramas colaterales
Las ramas colaterales de la arteria carótida externa durante su recorrido son 6 (tres anteriores y tres posteriores):
Anteriores.
1. Arteria tiroidea superior, que se dirige oblicuamente hacia abajo y adelante.
2. Arteria lingual, por arriba de la tiroidea superior, se dirige hacia delante.
3. Arteria facial, que se dirige hacia delante.

Posteriores.
1. Arteria occipital, que se dirige hacia atrás.
2. Arteria auricular posterior, que se dirige hacia atrás.
3. Arteria faríngea ascendente, que discurre entre la faringe y la carótida interna.

Todas, excepto la auricular posterior, nacen visibles en el triángulo carotídeo.

### Ramas terminales
Las ramas terminales son dos: la arteria temporal superficial y la arteria maxilar.

## Árbol completo según la Terminología Anatómica
La Terminología Anatómica establece para la carótida externa el siguiente árbol:
A12.2.05.002 Arteria tiroidea superior (arteria thyroidea superior)
A12.2.05.003 Rama infrahioidea de la arteria tiroidea superior (ramus infrahyoideus arteriae thyroideae superioris)
A12.2.05.004 Rama estemocleidomastoidea de la arteria tiroidea superior (ramus sternocleidomastoideus arteriae thyroideae superioris)
A12.2.05.005 Arteria laríngea superior (arteria laryngea superior)
A12.2.05.006 Rama cricotiroidea de la arteria tiroidea superior (ramus cricothyroideus arteriae thyroideae superioris)
A12.2.05.007 Rama glandular anterior de la arteria tiroidea superior (ramus glandularis anterior arteriae thyroideae superioris)
A12.2.05.008 Rama glandular posterior de la arteria tiroidea superior (ramus glandularis posterior arteriae thyroideae superioris)
A12.2.05.009 Rama glandular lateral de la arteria tiroidea superior (ramus glandularis lateralis arteriae thyroideae superioris)
A12.2.05.010 Arteria faríngea ascendente (arteria pharyngea ascendens)
A12.2.05.011 Arteria meníngea posterior (arteria meningea posterior)
A12.2.05.012 Ramas faríngeas de la arteria faríngea ascendente (rami pharyngeales arteriae pharyngeae ascendentis)
A12.2.05.013 Arteria timpánica inferior (arteria tympanica inferior)
A12.2.05.014 Tronco linguofacial (truncus linguofacialis)
A12.2.05.015 Arteria lingual (arteria lingualis)
A12.2.05.016 Rama suprahioidea de la arteria lingual (ramus suprahyoideus arteriae lingualis)
A12.2.05.017 Ramas linguales dorsales (rami dorsales arteriae linguae)
A12.2.05.018 Arteria sublingual (arteria sublingualis)
A12.2.05.019 Arteria lingual profunda (arteria profunda linguae)
A12.2.05.020 Arteria facial (arteria facialis)
A12.2.05.021 Arteria palatina ascendente (arteria palatina ascendens)
A12.2.05.022 Rama tonsilar de la arteria facial (ramus tonsillaris arteriae facialis)
A12.2.05.023 Arteria submentoniana (arteria submentalis)
A12.2.05.024 Ramas glandulares de la arteria facial (rami glandulares arteriae facialis)
A12.2.05.025 Arteria labial inferior (arteria labialis inferior)
A12.2.05.026 Arteria labial superior (arteria labialis superior)
- A12.2.05.027 Rama del tabique nasal de la arteria labial superior (ramus septi nasi arteriae labialis superioris)

A12.2.05.028 Rama nasal lateral de la arteria facial (ramus lateralis nasi arteriae facialis)
A12.2.05.029 Arteria angular (arteria angularis)
A12.2.05.030 Arteria occipital (arteria occipitalis)
A12.2.05.031 Rama mastoidea de la arteria occipital (ramus mastoideus arteriae occipitalis)
A12.2.05.032 Rama auricular de la arteria occipital (ramus auricularis arteriae occipitalis)
A12.2.05.033 Ramas estemocleidomastoideas de la arteria occipital (rami sternocleidomastoidei arteriae occipitalis)
A12.2.05.034 Ramas occipitales de la arteria occipital (rami occipitales arteriae occipitalis)
A12.2.05.035 Rama meníngea de la arteria occipital (ramus meningeus arteriae occipitalis)
A12.2.05.036 Rama descendente de la arteria occipital (ramus descendens arteriae occipitalis)
A12.2.05.037 Arteria auricular posterior (arteria auricularis posterior)
A12.2.05.038 Arteria estilomastoidea (arteria stylomastoidea)
A12.2.05.039 Arteria timpánica posterior (arteria tympanica posterior)
- A12.2.05.040 Ramas mastoideas de la arteria timpánica posterior (rami mastoidei arteriae tympanicae posterioris)
- A12.2.05.041 Rama estapedia de la arteria timpánica posterior (ramus stapedius arteriae tympanicae posterioris)

A12.2.05.042 Rama auricular de la arteria auricular posterior (ramus auricularis arteriae auricularis posterioris)
A12.2.05.043 Rama occipital de la arteria auricular posterior (ramus occipitalis arteriae auricularis posterioris)
A12.2.05.044 Rama parotídea de la arteria auricular posterior (ramus parotideus arteriae auricularis posterioris)
A12.2.05.045 Arteria temporal superficial (arteria temporalis superficialis)
A12.2.05.046 Rama parotídea de la arteria temporal superficial (ramus parotideus arteriae temporalis superficialis)
A12.2.05.047 Arteria facial transversa (arteria transversa faciei)
A12.2.05.048 Ramas auriculares anteriores de la arteria temporal superficial (rami auriculares anteriores arteriae temporalis superficialis)
A12.2.05.049 Arteria cigomático-orbitaria (arteria zygomaticoorbitalis)
A12.2.05.050 Arteria temporal media (arteria temporalis media)
A12.2.05.051 Rama frontal de la arteria temporal superficial (ramus frontalis arteriae temporalis superficialis)
A12.2.05.052 Rama parietal de la arteria occipital medial (ramus parietalis arteriae occipitalis medialis)
A12.2.05.053 Arteria maxilar (arteria maxillaris)
A12.2.05.054 Arteria auricular profunda (arteria auricularis profunda)
A12.2.05.055 Arteria timpánica anterior (arteria tympanica anterior)
A12.2.05.056 Arteria alveolar inferior (arteria alveolaris inferior)
- A12.2.05.057 Ramas dentales de la arteria alveolar inferior (rami dentales arteriae alveolaris inferioris)
- A12.2.05.058 Ramas peridentales de la arteria alveolar inferior (rami peridentales arteriae alveolaris inferioris)
- A12.2.05.059 Rama mentoniana de la arteria alveolar inferior (ramus mentalis arteriae alveolaris inferioris)
- A12.2.05.060 Rama milohioidea de la arteria alveolar inferior (ramus mylohyoideus arteriae alveolaris inferioris)

A12.2.05.061 Arteria meníngea media (arteria meningea media)
- A12.2.05.062 Rama accesoria de la arteria meníngea media (ramus accessorius arteriae meningeae mediae)
- A12.2.05.063 Rama frontal (arteria meníngea media) (ramus frontalis arteriae meningeae mediae)
- A12.2.05.064 Rama orbitaria (ramus orbitalis)
- A12.2.05.065 Rama parietal de la arteria meníngea media (ramus parietalis arteriae meningeae mediae)
- A12.2.05.066 Rama petrosa de la arteria meníngea media (ramus petrosus arteriae meningeae mediae)
- A12.2.05.067 Arteria timpánica superior (arteria tympanica superior)
- A12.2.05.068 Rama anastomótica con la arteria lagrimal de la arteria meníngea media (ramus anastomoticus arteriae meningeae mediae cum arteriae lacrimali)

A12.2.05.069 Arteria pterigomeníngea (arteria pterygomeningea)
A12.2.05.070 Arteria maseterina (arteria masseterica)
A12.2.05.071 Arteria temporal profunda anterior (arteria temporalis profunda anterior)
A12.2.05.072 Arteria temporal profunda posterior (arteria temporalis profunda posterior)
- A12.2.05.073 Ramas pterigoideas de la arteria temporal profunda posterior (rami pterygoidei arteriae temporalis profundae posterioris)

A12.2.05.074 Arteria bucal (arteria buccalis)
A12.2.05.075 Arteria alveolar superior (arteria alveolaris superior posterior)
- A12.2.05.076 Ramas dentales de la arteria alveolar superior (rami dentales arteriae alveolaris superioris posterioris)
- A12.2.05.077 Ramas peridentales de la arteria alveolar superior (rami peridentales arteriae alveolaris superioris posterioris)

A12.2.05.078 Arteria infraorbitaria (Arteria infraorbitalis)
- A12.2.05.079 Arterias alveolares superiores anteriores (arteriae alveolares superiores anteriores)
- A12.2.05.080 Ramas dentales de la arteria infraorbitaria (rami dentales arteriae infraorbitalis)
- A12.2.05.081 Ramas peridentales de la arteria infraorbitaria (rami peridentales arteriae infraorbitalis)

A12.2.05.082 Arteria del conducto pterigoideo (arteria canalis pterygoidei)
- A12.2.05.083 Rama faríngea de la arteria del conducto pterigoideo (ramus pharyngeus arteriae canalis pteygoidei)

A12.2.05.084 Arteria palatina descendente (arteria palatina descendens)
- A12.2.05.085 Arteria palatina mayor (arteria palatina major)
- A12.2.05.086 Arterias palatinas menores (arteriae palatinae minores)
- A12.2.05.087 Rama faríngea de la arteria palatina descendente (ramus pharyngeus arteriae palatinae descendentis)

A12.2.05.088 Arteria esfenopalatina (arteria sphenopalatina)
- A12.2.05.089 Arterias nasales posteriores laterales (arteriae nasales posteriores laterales)
- A12.2.05.090 Ramas septales posteriores de la arteria esfenopalatina (rami septales posteriores arteriae sphenopalatinae)

## Relaciones
La arteria carótida externa está cubierta por la piel, la fascia superficial, el músculo platisma (tradicionalmente, musculocutáneo), la fascia profunda, y el margen anterior del músculo esternocleidomastoideo; se cruza con el nervio hipogloso, con las venas lingual, ranina, facial común y tiroideas superiores, así como con los músculos digástrico y estilohioideo; más arriba se hace más profunda hacia la sustancia de la glándula parótida, donde discurre por debajo del nervio facial y de la unión de las venas maxilar y temporal.
Mediales a ella son el hueso hioides, la pared de la faringe, el nervio laríngeo superior y una porción de la glándula parótida.
Lateral a ella, en la parte inferior de su trayecto, es la arteria carótida interna. 
Posterior a ella, cerca de su origen, es el nervio laríngeo superior; y más arriba, se separa de la carótida interna por los nervios estilogloso, estilofaríngeo y glosofaríngeo, la rama faríngea del nervio vago y parte de la glándula parótida.

## Distribución
La carótida externa irriga el cuello, cara y cráneo.

## Imágenes adicionales

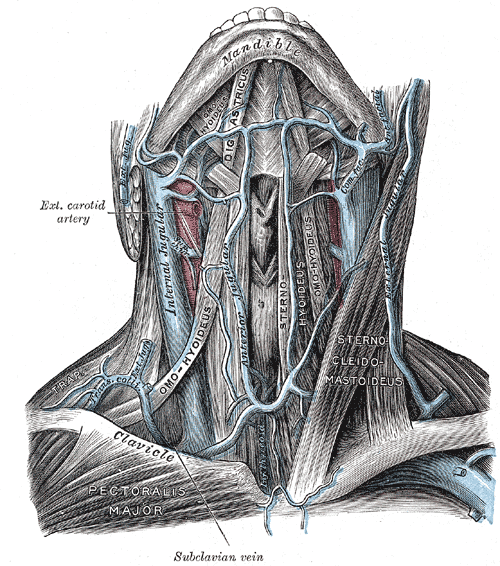
Venas del cuello, Norma Ventral (vistas desde delante).
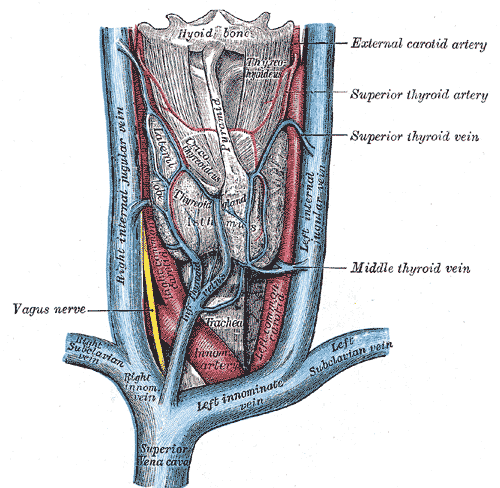
Venas de la glándula tiroides.
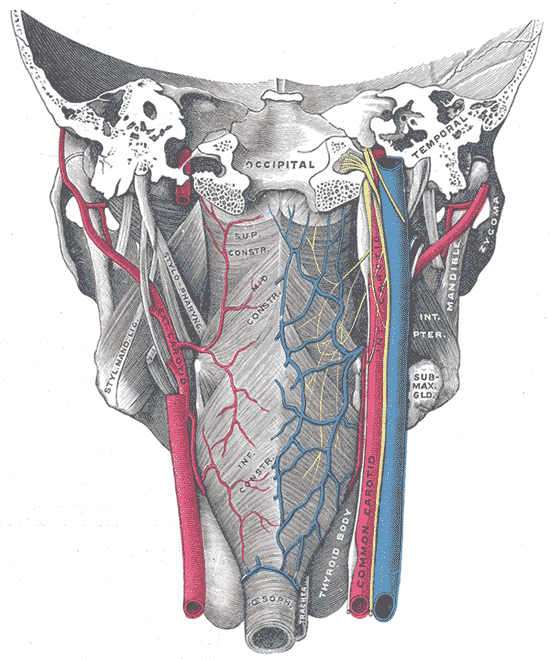
Músculos de la faringe, Norma Dorsal (vistos desde detrás), junto con los vasos y nervios asociados.
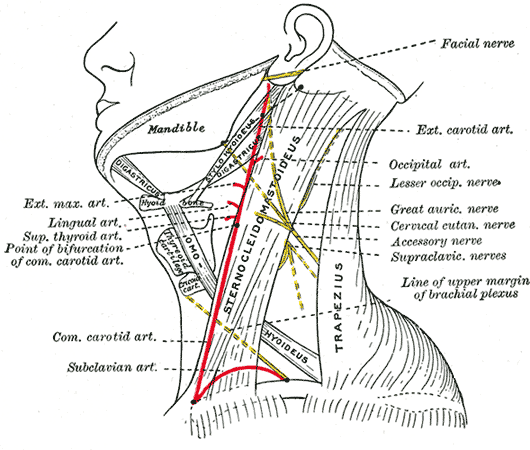
Lateral del cuello, mostrando las principales marcas de superficie.
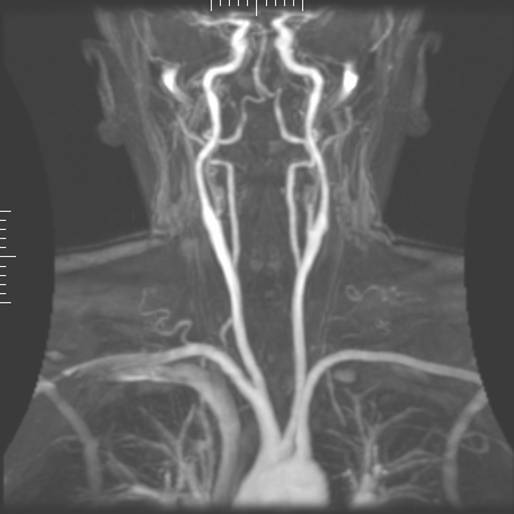
Angiograma por resonancia magnética.